# مسیر کاننبال ۲
مسیر کاننبال ۲ (انگلیسی: Cannonball Run II) فیلمی در ژانر کمدی و اکشن به کارگردانی هل نیدهام است که در سال ۱۹۸۴ منتشر شد.

## بازیگران
- برت رینولدز
- دام دی‌لوئیس
- دین مارتین
- سامی دیویس جونیور
- تلی ساوالاس
- شرلی مک‌لین
- کاترین بچ
- سید سیزر
- جکی چان
- تیم کانوی
- تونی دنزا
- فرانک سیناترا
- ایب ویگودا
- آلکس روکو
- دان ناتز
- داگ مک‌کلور
- فرد درایر
- جورج لیندزی
- هنری سیلوا
- جک ایلام
- مریلو هنر
- ریکاردو مونتالبان
- ریچارد کیل
- ایوری شرایبر